# Северо-Восточная хорда

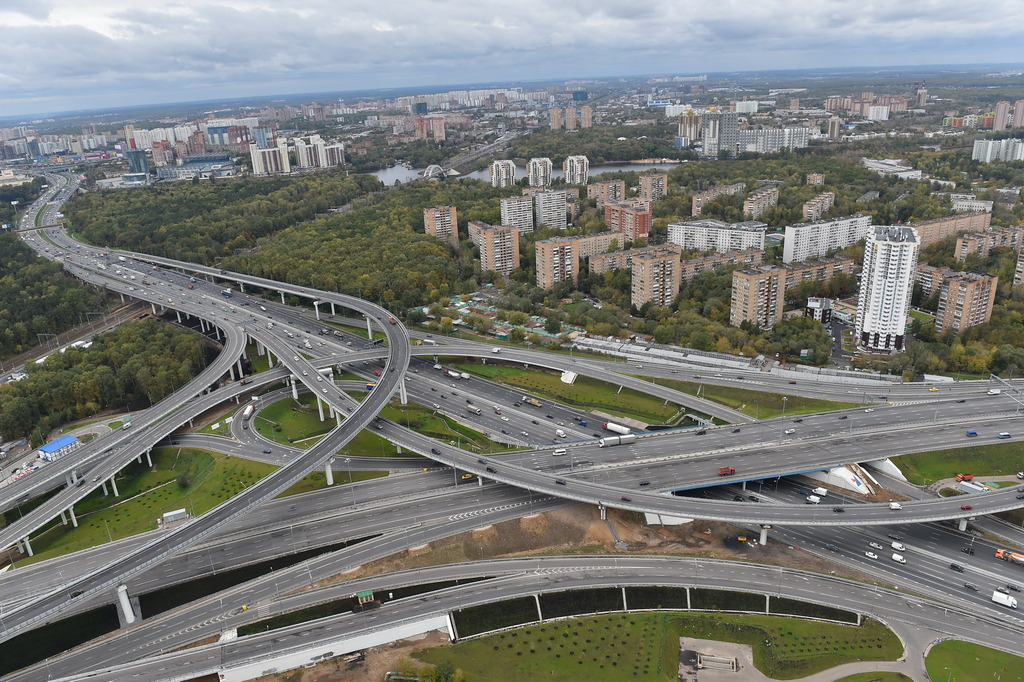
Развязка МКАД и СВХ с головным участком дороги ' «Нева» «Москва — Санкт-Петербург».

Северо-Восточная хорда (первоначальное название Северная рокада) — московская бессветофорная магистральная улица общегородского (регионального) значения первого класса с непрерывным режимом движения. С 2022 года входит в Московский скоростной диаметр, представляющий собой объединение Северо-Восточной хорды и ЮВХ.
Завершённая и открытая 10 сентября 2022 года, 43-километровая хорда продолжает автомагистраль М11 «Нева» Москва — Санкт-Петербург, проходит с западной стороны Октябрьской железной дороги вдоль малого кольца Московской железной дороги и Казанско-Рязанского направления Московской железной дороги до развязки с Московской кольцевой автомобильной дорогой (МКАД) на пересечении с магистралью Вешняки — Люберцы, связывая наиболее густонаселённые районы САО и ЮВАО. За МКАД в районе микрорайона Кожухово на границе Москвы хорда переходит в автомагистраль М12 «Восток» Москва — Казань. Частью хорды стал единственный построенный участок Четвёртого транспортного кольца между шоссе Энтузиастов и Измайловским шоссе. Ожидается, что хорда разгрузит МКАД на 20—25 %, перераспределит транспортные потоки Третьего транспортного кольца, Щёлковского шоссе, шоссе Энтузиастов, Рязанского и Волгоградского проспектов.

## Схема трассы
- Участок трассы Вешняки — Люберцы в микрорайоне Кожухово (Косинское шоссе).
- Участок пересечение МКАД с магистралью Вешняки — Люберцы (Косинская эстакада).
- Участок от МКАД по улице Красный Казанец до Вешняковского путепровода[7].
- Участок от Вешняковского путепровода до бывшего Четвёртого транспортного кольца по аллее Первой Маёвки и ул. Аносова.
- Участок бывшего 4-го транспортного кольца до линии Октябрьской железной дороги.
- Зеленоградская улица до Бусиновской развязки МКАД.

## История проекта
Впервые о создании в Москве хордовых магистралей заговорили в первой половине XX века. В 1930-х годах вопрос прокладки хорд поднимал известный планировщик, специалист по градостроительству Анатолий Якшин, в 1970-х годах идею развивали его ученики, включая Александра Стрельникова. Прогнозируя рост числа автомобилей, авторы генерального плана Москвы 1971 года предусмотрели помимо МКАД и Садового кольца 2 новые кольцевые и 4 скоростные хордовые магистрали. Однако проекты хорд остались на бумаге, а многие участки, где планировалось проложить дороги, были застроены. К идее вернулись в 2011 году после строительства Третьего транспортного кольца и отказа от Четвёртого, прогнозируемая стоимость которого превысила 1 триллион рублей. Весной 2012 года мэр Москвы Сергей Собянин представил президенту Дмитрию Медведеву проект развития транспортной инфраструктуры московской агломерации, предусматривающий создание внутри МКАД трёх хордовых направлений: Северо-Западной и Северо-Восточной хорд и Южной рокады, образующих незамкнутую кольцеобразную систему с выходами на МКАД.

### Сроки
Четыре крупнейшие магистрали одновременно строятся в столице: Северо-Восточная, Северо-Западная и Юго-Восточная хорды, а также Южная рокада. Такого в Москве еще не было. По планам городских властей, в 2023 году они сомкнутся в кольцо длиной 133 км, связав основные трассы.Сергей Куксин, Любовь Проценко

## Строительство
Хорда условно разделена на 9 участков (очень условно: на схеме в начале данной статьи, деление осуществлено на 7 участков; а ниже, при перечислении, выделяются 8 участков), подряды на проектирование и строительство которых распределялись независимо друг от друга. Первоначально мэрия планировала профинансировать строительство всей дороги из городского бюджета по адресно-инвестиционной программе и привлекла подрядчиков на ряд участков. Однако в начале 2014 года было принято решение привлечь концессионера для завершения строительства. В 2016 году газета «Ведомости» сообщала, что потенциальным концессионером стала управляющая компания «Лидер». По сведениям издания, возможные условия соглашения включали привлечение частного финансирования и государственного подрядчика, передачу дороги концессионеру на срок 49 лет и введение платы за проезд на всех участках, а не только на построенных при частном финансировании.

### История строительства
- В декабре 2008 года начинается строительство магистрали Вешняки — Люберцы[10].
- 26 октября 2009 года открыт 4-километровый участок магистрали Вешняки — Люберцы от Проектируемого проезда 300 до улицы Большая Косинская[11].
- 30 декабря 2009 года открыт путепровод в створе (новом) 8-й улицы Соколиной горы над МОЖД и будущим участком СВХ[источник не указан 2376 дней].
- 3 сентября 2011 года открыт километровый участок магистрали Вешняки — Люберцы от Большой Косинской до МКАД и развязка с внешней стороной МКАД[12].
- 24 ноября 2011 года завершено строительство развязки участка Вешняки — Люберцы с внутренней стороной МКАД и выезда на улицу Красный Казанец[13].
- 5 сентября 2012 года открыт 2,5-километровый участок от шоссе Энтузиастов (только с правоповоротными съездами) до перекрёстка с 1-й и 2-й улицами Измайловского Зверинца[14].
- 23 декабря 2014 года открыта Бусиновская развязка на МКАД (кроме съезда № 5) и 2,6-километровый участок магистрали от МКАД до Фестивальной улицы[15].
- 22 июня 2015 года открытием съезда № 5 (со стороны Фестивальной улицы на внешнюю сторону МКАД) завершено строительство Бусиновской развязки[16].
- 10 августа 2017 года открыт левоповоротный эстакадный съезд со Щёлковского шоссе (в центр) на СВХ в направлении шоссе Энтузиастов[17].
- 4 сентября 2017 года открыты путепроводы с Перовской улицы и съезд с шоссе Энтузиастов (из центра) на проспект Будённого[18].
- 20 августа 2018 года открыт участок от Щёлковского шоссе до Открытого шоссе (схема движения на части участка временная)[19].
- 4 сентября 2018 года открыт участок от проспекта Будённого и от шоссе Энтузиастов до МКАД, соединивший два уже действовавших фрагмента СВХ[20].
- 5 сентября 2018 года открыт участок от Фестивальной улицы до Дмитровского шоссе (за исключением отдельных съездов на пересечении с Большой Академической улицей)[21].
- 29 ноября 2018 года открыта разворотная эстакада между пересечением с Большой Академической улицей и пересечением с Дмитровским шоссе[22].
- 17 мая 2019 года открыт участок от Открытого шоссе до Лосиноостровской улицы[23].
- С 17 октября 2020 года производилось изменение движения на МЦК из-за строительства СВХ: поезда МЦК, следовавшие по направлению от Белокаменной до Зорге, проезжали без остановки станции Ростокино, Коптево и Балтийская; а интервал движения был увеличен до восьми минут[24].
- 6 сентября 2021 года открыт участок от проезда Серебрякова до Лосиноостровской улицы[25].
- 10 сентября 2022 года открыт участок Северо-Восточной хорды (МСД) от ТПУ «Лихоборы» до Берёзовой аллеи[26].

### ОтБусиновской развязкидоФестивальной улицы

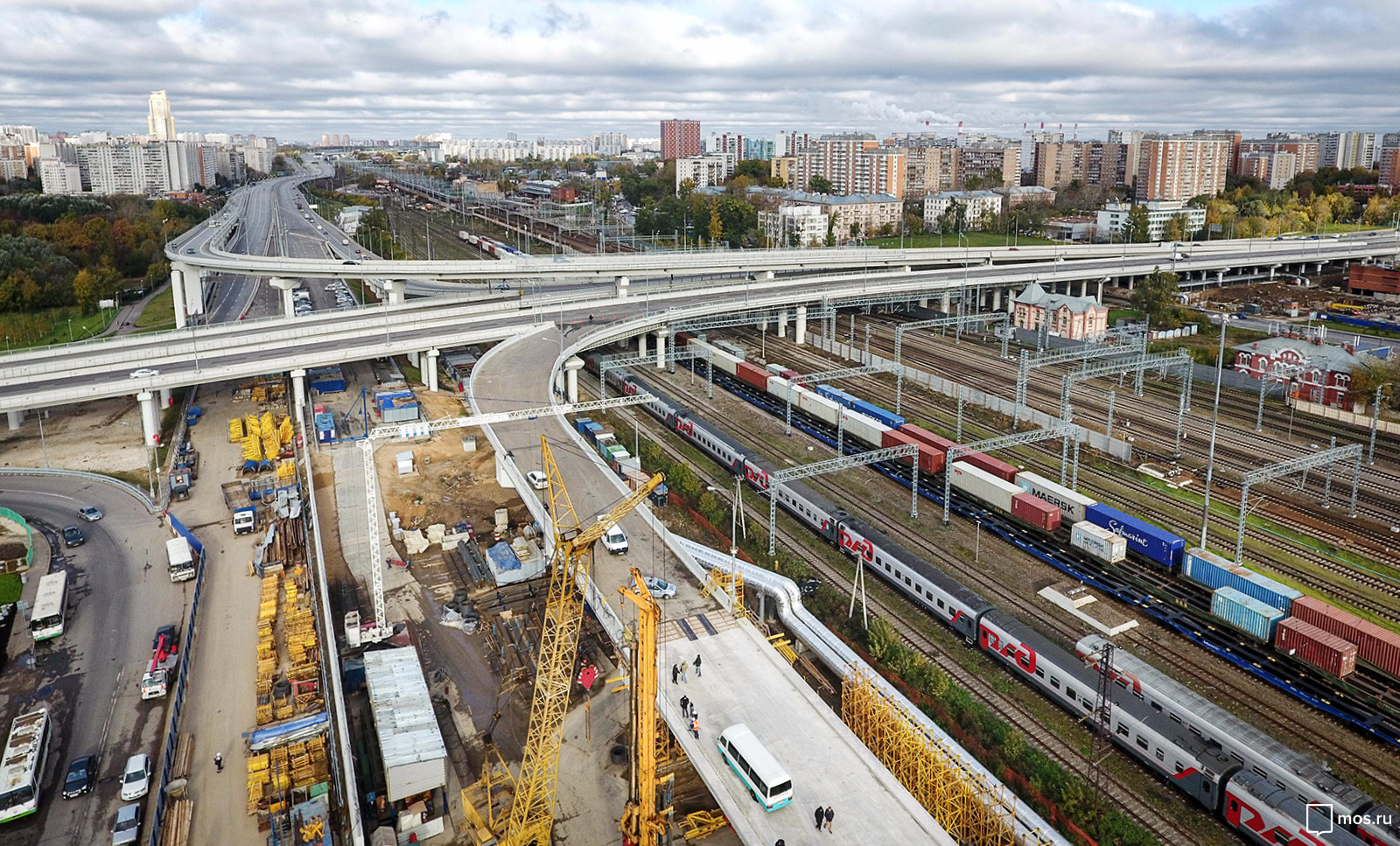
Строительство съезда с Ховринского путепровода, соединяющего Фестивальную и Талдомскую улицы, на будущую Северо-Восточную хорду. Октябрь 2016 года.

Возведение участка от Бусиновской развязки до Фестивальной улицы началось в январе 2013 года, контракт на проведение работ Москва заключил с «Мостотрестом». Проект предполагал возведение 2,6 км. автодороги с 4 полосами движения в каждом направлении и 4 эстакад общей длиной более 1,5 км. Запланированная дорога проходила между полосой отвода Октябрьской железной дороги и Зеленоградской улицей, пересекая русло реки Бусинки по эстакаде, заканчиваясь транспортной развязкой с Фестивальной улицей. Строительство дороги было призвано улучшить транспортную ситуацию в Ховрино (строительство в районе станции метро «Ховрино» было запланировано на 2015—2016 годы, перенесено на 2017 год), а также связать районы Ховрино, Головинский и Западное Дегунино, которые разделены полотном Октябрьской железной дороги. Участок был открыт 23 декабря 2014 года одновременно со вводом в эксплуатацию первой очереди Бусиновской развязки.
Строительство вызвало недовольство участников гаражных кооперативов, постройки которых были расположены на территории строительства — на участке между Зеленоградской улицей и путями Октябрьской железной дороги, от Библиотечного проезда до пересечения с Фестивальной улицей и на прилегающей к ней территории от Зеленоградской улицы до Храма иконы Божией Матери «Знамение» в Ховрино. Капитальные и некапитальные постройки на этой территории (включая небольшие торговые помещения, гаражи и предприятия, обслуживающие железную дорогу) подлежали сносу согласно постановлению мэрии Москвы № 818-ПП от 25 декабря 2012 года, а управа района Ховрино обязалась выплатить компенсацию владельцам построек. Члены кооперативов заявляли, что строительство было возможно без сноса гаражей или с сохранением большей части, были недовольны компенсацией и жаловались, что московские власти не предложили замену потерянным парковочным местам.

### ОтФестивальной улицыдоДмитровского шоссе
Строительство участка от Фестивальной улицы до Дмитровского шоссе началось в феврале 2016 года, завершение работ запланировано на ноябрь 2018. Запланировано возведение 4 эстакад основного хода, 3 эстакад-съездов, железнодорожного путепровода на соединительной ветке Октябрьской железной дороги, подземного пешеходного перехода у железнодорожной станции, моста через реку Лихоборку, насосной перекачивающей станции и очистных сооружений. В близлежащих домах власти планируют заменить около 5 тысяч оконных блоков на шумозащитные. Участок был открыт, за исключением отдельных съездов, 5 сентября 2018 года.

### ОтДмитровскогодоЯрославского шоссе

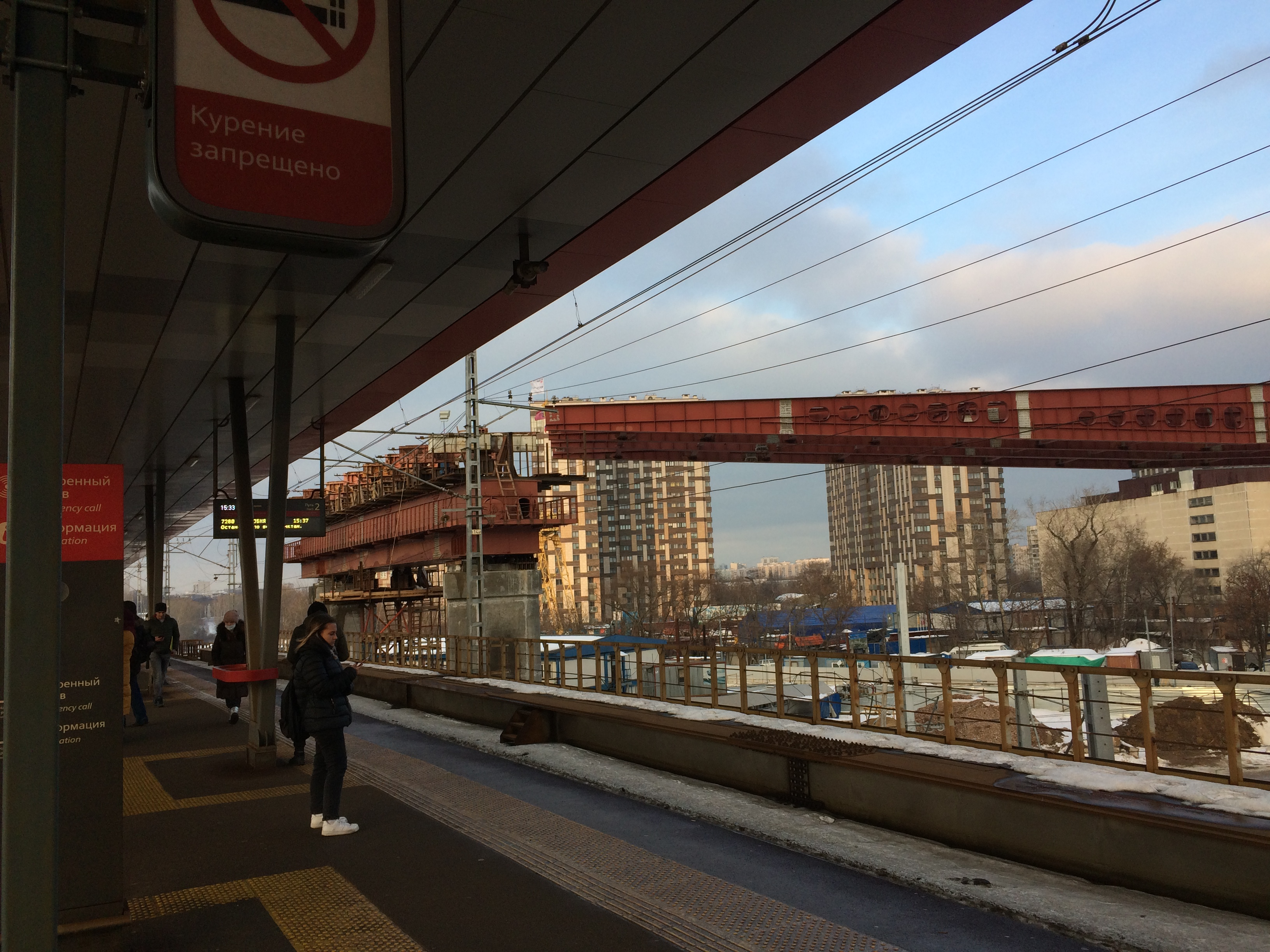
Строительство в районе платформы Окружная

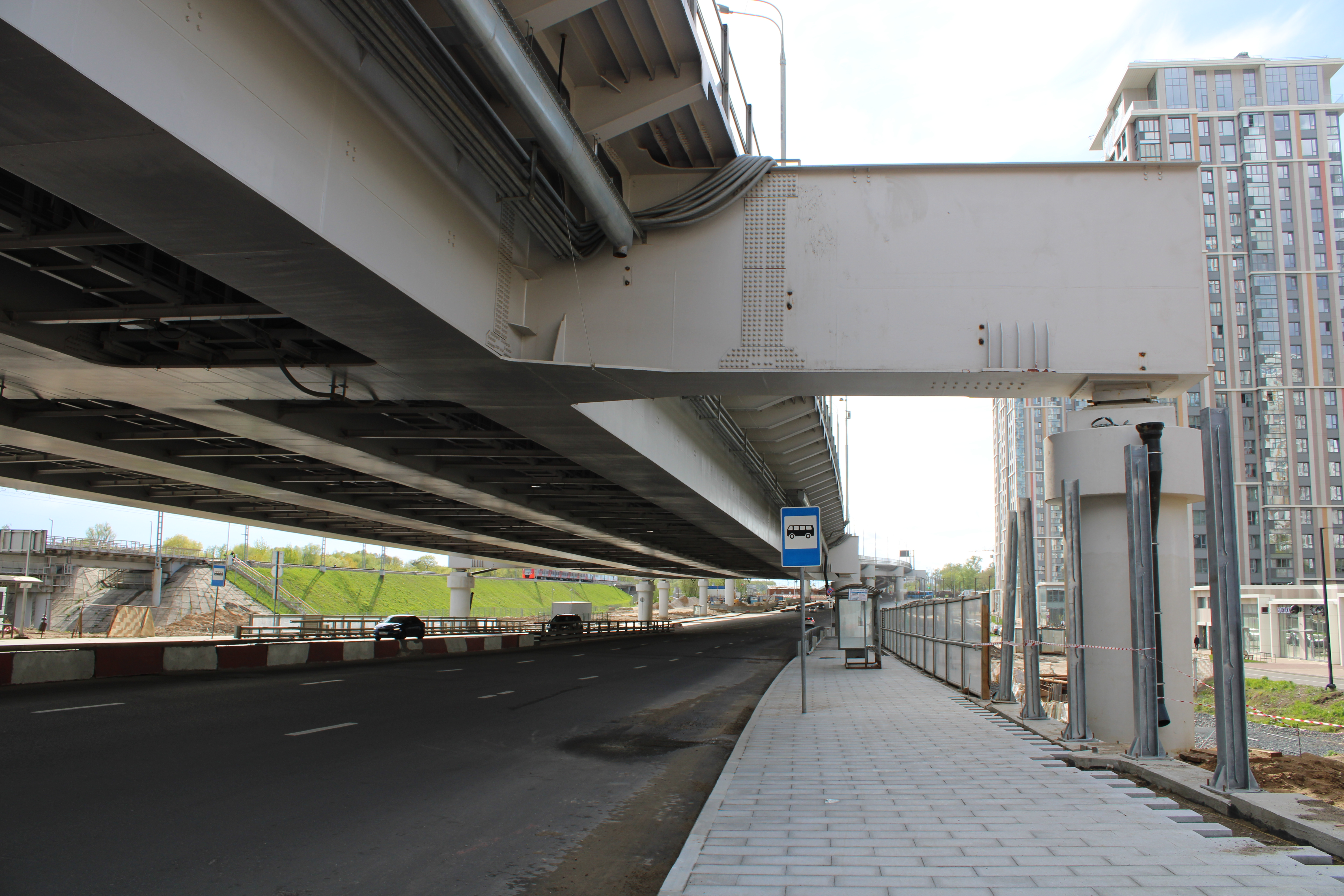
Над проездом Серебрякова

По сообщениям руководства Департамента строительства Москвы, осенью 2016 года участок от Дмитровского шоссе до Ярославского шоссе находился на стадии предпроектных работ и уточнения трассировки. Строительство этого участка было запланировано завершить в 2022 году — что и произошло 10 сентября 2022 года, в День города Москвы.
Соединение СВХ и СЗХ (участок Северо-Восточной хорды от Сигнального до 3-го Нижнелихоборского проезда) ожидалось весной 2022 года, фактически же было открыто 4 октября 2021 года.
2 декабря 2021 года был открыт участок общей длиной 2,5 км. Из них эстакада основного хода длиной 1,5 км. (и 1 км — наземная часть); в результате, посредством открытого участка, действующая часть СВХ продлена от станции метро Ботанический сад до улицы Сельскохозяйственная.
- Несколько позднее, в течение ~недели, был открыт эстакадный съезд с Проспекта Мира (из области) на СВХ (в сторону запада).
- Ко Дню города 2022 года (сентябрь) С. С. Собянин пообещал открыть участок Северо-Восточной Хорды (МСД) от ТПУ „Лихоборы” до Берёзовой аллеи[39].
- Это обещание было выполнено 10 сентября 2022 года, в День города.

### ОтЯрославскогодоОткрытого шоссе

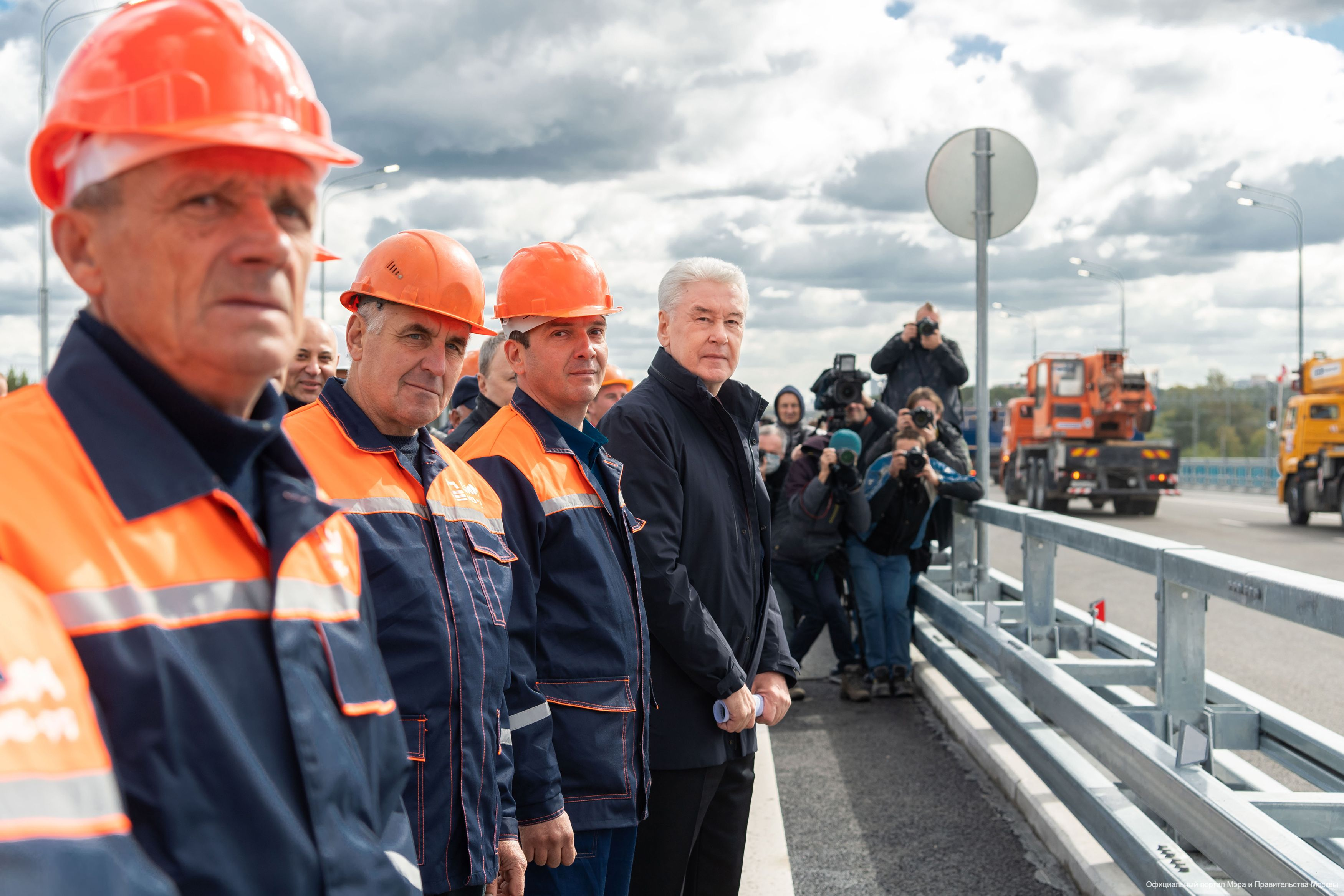
Сергей Собянин открывает участок Северо-Восточной хорды 6 сентября 2021 года

В декабре 2016 года московские власти объявили конкурс на проектирование участка от Ярославского шоссе до Открытого шоссе. Конкурсное задание предполагает строительство 4,7 км дорог, эстакад, съездов и путепровода, организацию железнодорожной эстакады, переустройство инженерных сетей и реконструкцию дорог на участке от Открытого до Ярославского шоссе. В конце 2018 года продолжалась разработка градостроительной документации. На тематическом форуме обсуждалась отмена проекта этого участка с тоннелем.
К маю 2019 года с открытием участка «Открытое шоссе — Лосиноостровская улица» участок «От Ярославского до Открытого шоссе» фактически сократился до участка «От Ярославского шоссе до Лосиноостровской улицы»; работы на оставшемся участке начаты в ноябре 2020 года, окончание строительства запланировано на IV квартал 2022 года. Кроме того, на уже построенном участке хорды между Лосиноостровской улицей и Открытым шоссе сооружены съезд и заезд, соединяющие СВХ с 5-м проездом Подбельского; окончание эти работ было намечено на октябрь 2021 года; реализовано — раньше: 16 июля 2021 года.
При выезде со временного окончания СВХ на Лосиноостровскую улицу был установлен светофор; отключён в связи с реконструкцией Богородского путепровода.
...участок хорды, проходящий вдоль Национального парка «Лосиный остров» от Открытого шоссе до транспортной развязки на пересечении с проспектом Мира, планируется запустить уже в ноябре этого года— сообщил руководитель Департамента строительства столицы Рафик Загрутдинов.
- 23 июня 2021 года: официально заявлено[48] о завершении строительства съезда с СВХ на 5-й проезд Подбельского. Открыто 16 июля 2021 года[45][46].
- 27 июля 2021 года: на шестиполосной эстакаде прямого хода длиной 702 метра на пересечении СВХ с проспектом Мира, которая обеспечит движение по трём полосам в каждом направлении, было завершено бетонирование. «Ведётся устройство дорожного полотна, барьерных ограждений, опор наружного освещения, грязезащитных и шумозащитных экранов»[49]— рассказал Рафик Загрутдинов.
- 6 сентября 2021 года: участок открыт полностью[50] и даже несколько более: до съезда с СВХ к проезду Серебрякова.

### ОтОткрытогодоЩёлковского шоссе
Строительство участка от Открытого шоссе до Щёлковского шоссе началось в сентябре 2016 года. Протяжённость самого участка составляет 3,3 км, вместе с 4 запланированными эстакадами и съездами — около 6 км. Планировалось завершить работы к декабрю 2018 года; Сергей Собянин объявил об открытии этого участка 20 августа 2018 года.
Вместе с тем, в этот же титул строительных работ вошёл отрезок СВХ от Открытого шоссе до Лосиноостровской улицы. Этот участок трассы был открыт 17 мая 2019 года. Отмечается, что «на введённом сегодня в строй участке осенью запланировано комплексное благоустройство и озеленение прилегающей территории: будет высажено 166 деревьев и более 1,7 тысячи кустарников». Строительство завершено.
На участке от Открытого до Щёлковского шоссе, «впритык» к последнему, построен Восточный вокзал (проектное название «Черкизовский»), который был открыт 29 мая 2021 года.

### ОтЩёлковскогодоИзмайловского шоссе
Подготовка к строительству участка от Щёлковского шоссе до Измайловского шоссе началась в 2014 году, возведение дорожных объектов — в 2015. Проект предполагал возведение 2,68 км дорог по основному ходу хорды, включая 385 метров эстакад и 92-метровый тоннель, реконструкцию 3,77 км Измайловского шоссе, Щербаковской и Ткацкой улиц и Окружного проезда, а также 1,72 км проездов местного значения. Строительство завершено.

### ОтИзмайловского шосседошоссе Энтузиастов
Магистраль от Измайловского шоссе до шоссе Энтузиастов первоначально проектировалась как часть Четвёртого транспортного кольца, и её строительство началось в 2008 году. Планировалось построить 12,8 км дорог по земле, 2 наземных и 3 подземных перехода, возвести парковку на 3880 мест, реконструировать железнодорожную станцию «Лефортово» и железнодорожный путепровод длиной 96 метров. Общая протяжённость запланированных на участке эстакад составляет 10,7 км. Власти Москвы намеревались ввести участок в эксплуатацию до конца 2016 года — что и было выполнено.

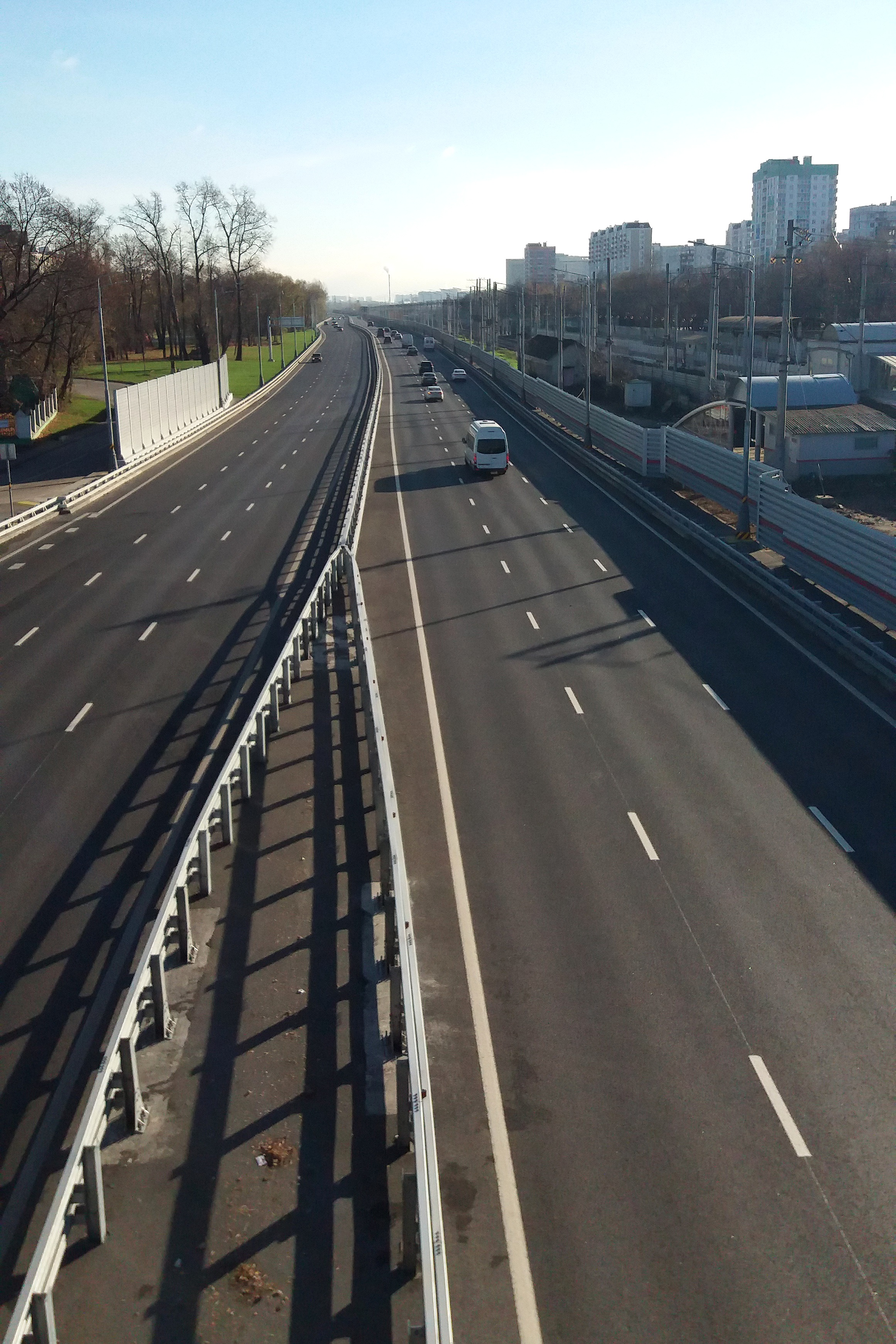
СВХ в Вешняках (ноябрь 2018 года)

### Отшоссе Энтузиастовдо развязкиВешняки—Люберцы
Конкурс на строительство участка от шоссе Энтузиастов до развязки Вешняки—Люберцы на 8-м км МКАД был проведён в начале 2016 года. На участке возведено более 12 км дорог, включая 6 эстакад общей протяжённостью более 3,7 км. Строительство завершено.
На стадии проектирования, в качестве альтернативы, рассматривалось размещение дороги с противоположной стороны Рязанской МЖД (по 1-му Вешняковскому проезду). Но такое размещение автомагистрали потребовало бы строительство высокой эстакады, пересекающей пути железной дороги и открытую линию метрополитена, которое потребовало бы сноса большого числа строений.

## Примечательные места, здания и сооружения

### Сооружения
На участке от Открытого до Щёлковского шоссе, рядом с последним, сооружён Восточный вокзал, открытие которого состоялось 29 мая 2021 года.

### Документы и карты
- Заключение по результатам публичных слушаний 05 июля 2012 года по проекту планировки участка линейного объекта улично-дорожной сети — Северной рокады на участке от ш. Энтузиастов до МКАД.
- Постановление Правительства Москвы от 9 апреля 2013 года № 218-ПП «Об утверждении проекта планировки участка линейного объекта улично-дорожной сети — участка Северной рокады от шоссе Энтузиастов до МКАД»
- Проект планировки участка Северная Рокада от шоссе Энтузиастов до МКАД

### Судебные решения
- Перовский районный суд г. Москвы. Решение от 03 апреля 2015 года.
- Перовский районный суд г. Москвы. Дело № 2-6767/2015 ~ М-6156/2015